# 八戸市立大館中学校
八戸市立大館中学校（はちのへしりつおおだてちゅうがっこう）は、青森県八戸市大字新井田にある公立中学校。

## 沿革
- 1947年（昭和22年）4月1日 - 大館村立大館中学校として設立する。校舎は、大館村立新井田小学校を借用。
- 1949年（昭和24年）3月30日 - 独立新校舎落成式挙行。
- 1954年（昭和29年）
  - 4月29日 - 新校舎落成式挙行。所在地は、大館村大字新井田字市子林17番地。同日、校章・校歌制定。
  - 6月16日 - 新校舎に移転完了。
- 1958年（昭和33年）9月10日 - 大館村の八戸市への合併に伴い、八戸市立大館中学校）と改称。
- 1960年（昭和35年）9月25日 - 校旗樹立、校歌制定。
- 1962年（昭和37年）4月1日 - 特殊学級設置。
- 1965年（昭和40年）12月10日 - 図書館を設置する。
- 1989年（平成元年）4月1日 - 八戸市立東中学校開校により、一部生徒を分離。
- 1996年（平成8年）9月27日 - 創立50周年記念式典を挙行する。
- 2007年（平成19年）11月1日 - 創立60周年記念式典挙行し、祝賀会開催。
- 2016年（平成28年）10月27日 - 創立70周年記念式典挙行し、祝賀会開催。

## 生徒数
| 学年 | 1年 | 2年 | 3年 | 特別支援    | 合計 |
| ---- | --- | --- | --- | ----------- | ---- |
| 学級 | 3   | 3   | 4   | 2           | 12   |
| 生徒 | 85  | 105 | 109 | 10 （内数） | 219  |

- 2024（令和6年）5月1日時点[1]

## 通学区域
- 横町、館下、山道、中町、寺分、塩入、妙、妙団地、野場、花生、松館、東十日市、西十日市、新井田団地、見晴台、第一寺分、第二寺分、第三寺分、南野場、新井田西[2]
- これは、八戸市立新井田小学校の学区と同じ。

## 出身者
- 住澤整[3] - 財務官僚、第54代国税庁長官[4]